# Свидвинский повет

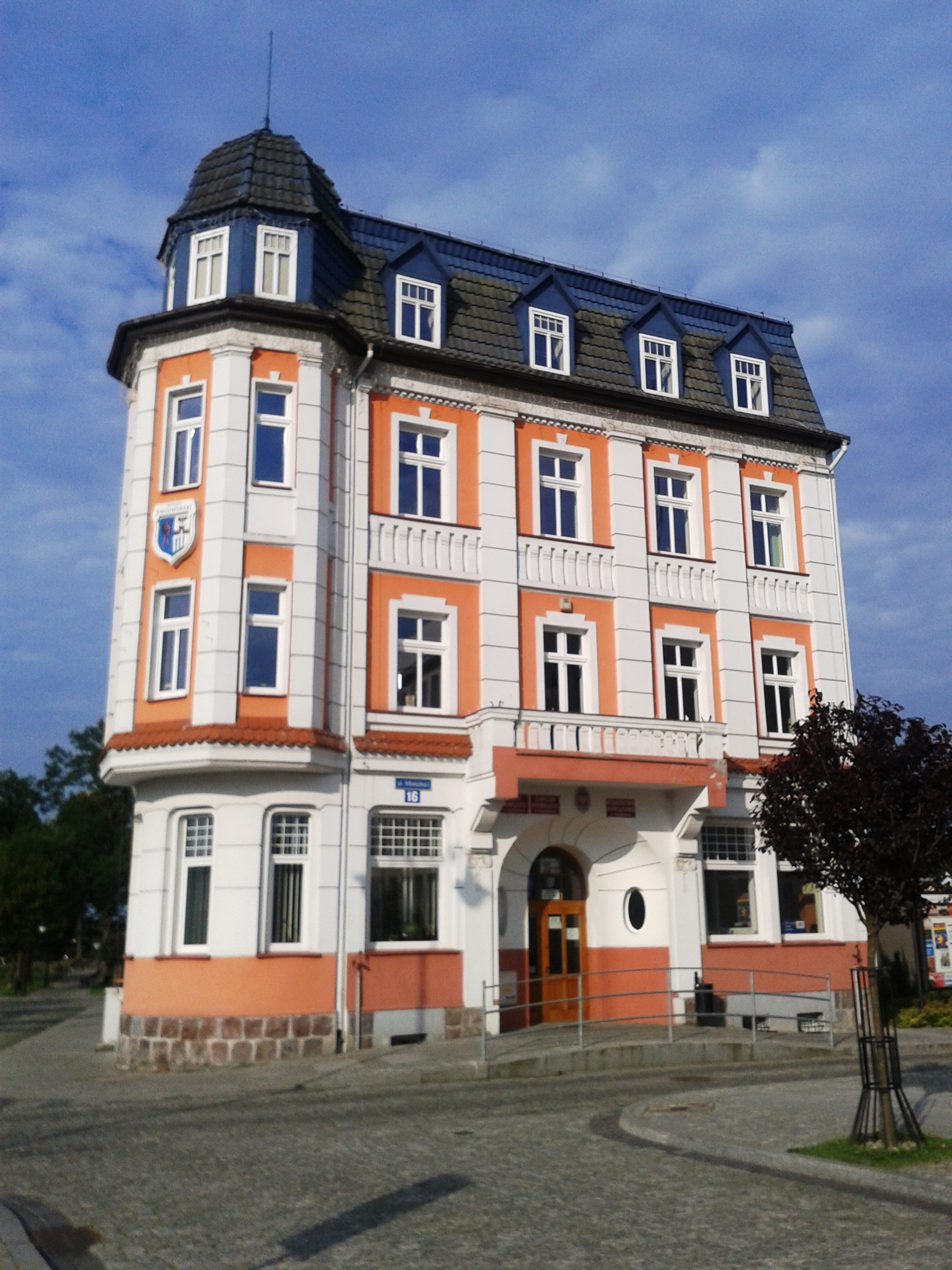
Свидвин — район офис

Свидвинский повет (пол. Powiat świdwiński) — повет (район) в Польше, входит как административная единица в Западно-Поморское воеводство. Центр повета — город Свидвин. Занимает площадь 1093,06 км². Население — 47 994 человека (на 31 декабря 2015 года).

## Административное деление
- города: Свидвин, Полчин-Здруй
- городские гмины: Свидвин
- городско-сельские гмины: Гмина Полчин-Здруй
- сельские гмины: Гмина Бжежно, Гмина Ромбино, Гмина Славобоже, Гмина Свидвин

## Демография
Население повета дано на 31 декабря 2015 года.
| Перепись            | Всего | Мужчины | Женщины |
| ------------------- | ----- | ------- | ------- |
| Всего               | 47994 | 23682   | 24312   |
| Городское население | 23881 | 11415   | 12466   |
| Сельское население  | 24113 | 12267   | 11846   |